# Public Advertiser
Le Public Advertiser est un journal londonien publié au XVIIIe siècle. Il s'appelait à l'origine London Daily Post and General Advertiser, puis son nom changea pour General Advertiser contenant à ce moment-là que des annonces ou presque. Son imprimeur, Henry Woodfall, l'acquit et le lança sous le nouveau nom de Public Advertiser y ajoutant notablement plus de nouvelles. En 1758, son fils de 19 ans, Henry Sampson Woodfall, le reprit en main.